# Combat Shock
(Frankie Dunlan)
Combat Shock è un film del 1986, diretto da Buddy Giovinazzo, prodotto dalla Troma.
È considerato il film più serio appartenente al catalogo della Troma, che qui abbandona momentaneamente la commedia demenziale, le nudità femminili e l'horror splatter per affrontare un tema importante e delicato come la guerra del Vietnam e i devastanti ricordi presenti in chi l'ha combattuta. Lo stesso Lloyd Kaufman definì Combat Shock «il capolavoro della Troma».

## Trama
Frankie Dunlan è un reduce della guerra del Vietnam, sconvolto da continui e scioccanti ricordi delle violenze subite e inflitte.
Tornato a casa, vive in uno squallido appartamento con la moglie Cathy e con il figlio, un neonato deforme a causa dell'Agent Orange respirato dal padre durante la guerra. Frankie è disoccupato, e ogni giorno vaga per la città in cerca di un lavoro.
Tra interminabili file e colloqui con assistenti sociali, Frankie incontra Morbe, un suo vecchio amico diventato tossicodipendente, e viene inseguito da un gruppo di creditori. Durante il suo vagare, Frankie osserva lo squallore delle strade, incontrando prostitute bambine e cinici protettori.
Frankie telefona al padre, per chiedergli dei soldi, ma questi non lo riconosce poiché lo credeva morto in Vietnam. Il padre si rifiuta di dare i soldi a Frankie, e chiude bruscamente la telefonata. Disperato, Frankie non sa più cosa fare. Intanto Morbe va in overdose e muore sotto un ponte. Una donna gli ruba una pistola e della droga. Frankie rapina la donna della borsa, ma viene intercettato dai creditori che lo inseguono. Frankie viene pestato a sangue, ma riesce a prendere la pistola e uccide i creditori, quindi torna a casa sua.
La moglie lo rimprovera per non aver trovato un lavoro, e reclama da mangiare, mentre il neonato piange continuamente. Davanti alla televisione Frankie ha delle visioni orribili e impazzisce. Prende la pistola e spara alla moglie, uccidendola. Si dirige quindi verso il neonato e gli spara alla testa. Lo prende in braccio e lo accarezza, quindi lo infila dentro un forno. Ormai impazzito, Frankie si punta la pistola alla testa e si uccide.

## Produzione
Il film fu girato con un budget di 40.000 dollari e fu presentato da Buddy Giovinazzo come tesi di laurea, con il titolo American Nightmares. Successivamente fu acquistato dalla Troma, che lo produsse e lo distribuì nel mercato home video, cambiando il titolo in Combat Shock e modificando la locandina in modo da farlo sembrare un film alla Rambo.

## Collegamenti ad altre pellicole
- L'aspetto del figlio deforme di Frankie ricorda quello del neonato presente in Eraserhead - La mente che cancella, diretto da David Lynch nel 1977.
- In The Toxic Avenger Part III: The Last Temptation of Toxie, co-diretto da Lloyd Kaufman e Michael Herz nel 1989, è presente in una videoteca il poster del film.